# Рођака Бета
Рођака Бета (фр. La Cousine Bette) је роман француског аутора Онореа де Балзака из 1846. године. Смештен у Паризу средином XIX века, роман прича причу о неудатој жени средњих година која смишља уништење своје шире породице. Бета, у сарадњи са Валеријом Марнеф, несрећно удатом младом дамом, прави планове да заводи и мучи низ мушкараца. Један од њих је барон Хектор Илот, супруг Бетине рођаке Аделине. Он жртвује богатство и добро име своје породице да би задовољио Валерију, која га оставља због добростојећег трговца по имену Кревел. Књига је део Призора из париског живота, Балзакових сабраних дела Људске комедије.
Током 1840-их, серијски формат познат као роман-фељтон био је веома популаран у Француској, а његов најпризнатији израз било је социјалистичко писање Ежена Сиа. Балзак је желео да оспори Еженову надмоћ и да се покаже као најспособнији аутор фељтона у Француској. Пишући брзо и са интензивним фокусом, Балзак је за два месеца написао Рођаку Бету, један од својих најдужих романа. Објављен је у Le Constitutionnel крајем 1846. године, а затим са пратећим делом, Рођак Понс, следеће године.
Ликови романа представљају поларитете супротстављеног морала. Осветољубива Бета и неискрена Валерија стоје на једној страни, а милосрдна Аделина и њена стрпљива ћерка Хортенза на другој. У међувремену, глава породице Илот је изневерен сопственом сексуалном жељом. Хортензин супруг, пољски изгнаник Вјенцеслав Стенбок, је уметнички геније, иако подлеже неизвесности и недостатку мотивације. Балзак је лик Бете делимично засновао на својој мајци Ани и песникињи Марселини Десборд-Валмор. Најмање једна сцена која укључује барона Илота вероватно је заснована на догађају из живота Балзаковог пријатеља, романописца Виктора Игоа.
Рођака Бета се сматра последњим Балзаковим великим делом. Његов заштитни знак коришћења реалистичких детаља комбинује се са панорамом ликова који се враћају из ранијих романа. Неколико критичара га је поздравило као прекретницу у ауторовој каријери, а други су га назвали прототипом натуралистичког текста. Упоређиван је са Отелом Вилијама Шекспира, као и са Ратом и миром Лава Толстоја. Роман истражује теме порока и врлине, као и утицај новца на француско друштво. Бетин однос са Валеријом се такође сматра важним истраживањем хомоеротских тема. Продуцирано је неколико екранизованих верзија приче, укључујући Би-Би-Си-јеву мини серију из 1971. са Маргарет Тајзак и Хелен Мирен у главним улогама и играни филм из 1998. са Џесиком Ланге у насловној улози.

## Позадина

### Историјска позадина
До 1846. године Оноре де Балзак је стекао огромну славу као писац, али су му се финансије и здравље нагло погоршали. Након што је у 1820-им годинама издао низ романа за масовно тржиште, објавио је своју прву књигу под својим именом Шуани, 1829. године. После тога је објавио десетине добро прихваћених романа и прича, укључујући Шагринска кожа, 1831. године, Чича Горио, 1835. године и двотомне Изгубљене илузије 1837. и 1839. године. Због свог раскошног начина живота и склоности ка финансијским шпекулацијама, већину живота је провео покушавајући да отплати разне дугове. Писао је неуморно, вођен колико економском нуждом толико и инспирацијом и црном кафом. Овај режим сталног рада исцрпљивао је његово тело и доносио придике од његовог лекара.
Како је његов рад стицао признање, Балзак је почео да се дописује са пољском бароницом Евелином Хањском, која га је први пут контактирала кроз анонимно писмо 1832. године, потписано као „L'Étrangère” („Странац”). Развили су наклоњено пријатељство у писмима, а када је она постала удовица 1841. године, Балзак је тражио њену руку за брак. Често ју је посећивао у Пољској и Немачкој, али разне компликације су спречавале њихову заједницу. Једна од тих компликација била је афера коју је Балзак имао са својом кућепазитељком Луизом Брогнио. Када је сазнала за његову наклоност према гђи. Ханској, Брогнио је украла колекцију њихових писама и користила их за изнуду новца од Балзака. Чак и након овог догађаја, Балзак се све више приближавао гђи. Ханској са сваком посетом и до 1846. године почео је да припрема дом који ће делити са њом. Надали су се да ће се венчати када је она остала трудна, али се у децембру разболела и доживела побачај.
Средином XIX века дошло је до дубоких трансформација у француској влади и друштву. Владавина краља Шарла X завршила се 1830. године када га је талас немира и незадовољства приморао да абдицира. На његово место дошао је Луј-Филип, који је себе назвао „краљем Француза”, уместо стандардног „краљ Француске” – што је указивало да је више одговарао новонасталој буржоазији него аристократском Ансијен режиму. Промена у влади догодила се док је привреда у Француској прелазила са меркантилизма на индустријски развој. Ово је отворило нове могућности за појединце који су се надали стицању богатства и довело до значајних промена у друштвеним нормама. Чланови аристократије, су на пример, били принуђени да се друштвено повежу са новопеченим богаташима, обично са напетим резултатима. Демократски дух Француске револуције такође је утицао на друштвене интеракције, са померањем народне оданости од цркве и монархије.

### Књижевна позадина
Средином XIX века, нови стил романа постао је популаран у Француској. Серијски формат познат као роман-фељетон представљао је приче у кратким, редовним наставцима, често праћеним мелодраматичним заплетима и стереотипним ликовима. Иако је Балзаков Матора девојка, из 1836. године, био први такав рад објављен у Француској, роман-фељетон је стекао популарност углавном захваљујући његовим пријатељима Ежену Сиу и Александру Дима старијем. Балзаку се није допадало њихово серијско писање, посебно Сијов социјалистички приказ патње нижих класа. Балзак је желео да свргне са трона оно што је назвао „les faux dieux de cette littérature bâtarde” („лажне богове ове бастардне књижевности”). Такође је желео да покаже свету да је, упркос свом лошем здрављу и бурној каријери, „plus jeune, plus frais, et plus grand que jamais” („млађи, свежији и већи него икада”). Његови први напори да створи квалитетан фељтон били су неуспешни. Иако је Сјај и беда куртизана, објављиван у сегментима од 1838. до 1847. године, био слављен од стране критичара, Балзак се жалио гђи. Ханској да „ради чистог Сјуа”. Покушао је поново 1844. године са Modeste Mignon, али су реакције јавности биле мешовите. Две године касније Балзак је започео нови пројекат, одлучан да створи нешто из свог „старог пера”.

## Писање и објављивање
Након недељу дана одмора у јуну 1846. године у дворцу Saché у Туру, Балзак се вратио у Париз и почео да ради на краткој причи под називом Le Parasite, коју је на крају развио у роман Рођак Понс. Од самог почетка намеравао је да га упари са другим романом, сакупљајући их под насловом Les Parents pauvres (Сиромашни рођаци). Другу књигу је засновао на причи коју је написала његова сестра Лор Сурвил под називом La Cousine Rosalie, објављеној 1844. године у Le Journal des enfants. Интензивно пишући, написао је цео роман за само два месеца, назвавши га Рођака Бета, по главном лику. Ово је било значајно достигнуће с обзиром на његово лоше здравље, али је дужина романа учинила Балзакову брзину писања посебно изванредном. Један критичар назива писање Les Parents pauvres Балзаковим „последњим експлозијом креативне енергије”. Други сугерише да је овај напор био „готово последњи ударац који је сломио Балзакову гигантску снагу”.
Балзаков уобичајени начин ревизије подразумевао је огромне, компликоване измене које је правио на коректурама које је добијао од издавача. Међутим, када је стварао Рођаку Бету, предавао је рад свом уреднику део по део, без прегледа ниједне коректуре. Књига је била објављена у виду серијала у Le Constitutionnel од 8. октобра до 3. децембра, а Балзак је журио да прати брз распоред штампања новина. Писао је у просеку осам страница дневно, али је био изненађен неочекиваном обимношћу приче како се она развијала. Балзак је добио 12.836 франака за серијал, који је касније објављена са Рођаком Понс као дванаестотомна књига од стране Chiendowski и Pétion. Прво збирно издање Рођаке Бете било је организовано у 132 поглавља, али су те поделе уклоњене када је Балзак додао роман својој огромној збирци Људској комедији, 1848. године.

## Сиже
Прва трећина романа пружа дугу анализу историје ликова. Балзак то јасно показује након 150 страница нагласивши: „Овде се, на известан начин, завршава увод у нашу приповетку” (фр. Ici se termine, en quelque sorte, l'introduction de cette histoire). На почетку романа, Аделина Илот, жена успешног барона Хектора Илота, под притиском је да уђе у аферу са богатим парфимером по имену Целестин Кревел. Његова жеља делимично произилази из ранијег надметања у којем је прељубник барон Илот освојио пажњу певачице Жозефе Мира, коју је Кревел такође фаворизовао. Бароница Илот одбија Кревелово удварање. Барон је толико новцем размазио Жозефу да се озбиљно задужио код свог ујака Јохана. Неспособан да врати новац, барон уместо тога, организује радно место Јохану у војном одељењу у Алжиру, са упутством да ће Јохан бити у ситуацији на том послу да проневери позајмљени новац. Хекторова ћерка, Хортенза, почела је да тражи мужа, а његов син Викторин је ожењен Кревеловом ћерком Селестином.
Аделинина рођака Бета (рођена Лизбет Фишер), гаји дубоко али скривено незадовољство успехом својих рођака, посебно Хортензом која је украла Бетиног предвиђеног младожењу. Сељанка без физичке лепоте своје рођаке, Бета је одбила низ брачних понуда од средњокласних просаца који су очигледно били мотивисани њеном везом са Илотима, и остаје неудата у доби од 42 године. Једног дана наиђе на младог неуспешног пољског вајара по имену Вјенцеслав Стенбок, који покушава самоубиство у малом стану изнад њеног. Док га негује, развија мајчинску и романтичну наклоност према њему. На почетку приче Бета живи у скромном стану у пансиону који дели са паром Марнеф, који су обоје амбициозни и неморални. Бетa постаје пријатељица са Валеријом (рођена Фортен), младом и врло атрактивном женом Жан-Пол-Станисласа Марнефа, службеника у војном одељењу. Две жене стварају везу да би оствариле своје одвојене циљеве – за Валерију стицање новца и драгоцености, за Бету пропаст породице Илот кроз Валеријино завођење барона и Стенбока у неверство и финансијску пропаст.
Барон Илот, у међувремену, бива одбијен од стране Жозефе, која му искрено објашњава да је изабрала другог човека због његовог већег богатства. Илотов очај брзо се ублажава када посети Бету у њеном пансиону и тамо упознаје и заљуби се у Валерију Марнеф. Обасипа је поклонима и убрзо јој обезбеђује луксузну кућу за њу и господина Марнефа, са којим ради у војном одељењу, а Бета им се придружује у њиховом новом дому, да би служила као изговор за баронове посете. Ови дугови, заједно са новцем који је позајмио да би размазио Жозефу, прете финансијској сигурности породице Илот. Успаничен, убеђује свог ујака Јохана Фишера да тихо проневери средства из испоставе војног одељења у Алжиру. Илотова јади на тренутак јењавају, а Бетина срећа је уништена, када се, на крају „увода”, Хортенза Илот удаје за Вјенцеслава Стенбока.
Сломљена што је изгубила Стенбока, као свог предвиђеног супруга, Бета се заклиње на освету породици Илот. Њена стратегија је да ради на показаној слабости барона Илота ка стицању и расипању више новца него што има на младе љубавнице. Убрзо је барон потпуно залуђен, и финансијски преоптерећен, са Валеријом, и потпуно компромитован узастопним унапређењем њеног мужа унутар бароновог војног одељења. Убрзо, Бета је већ успела да Кревела и Стенбока такође увуче у Валеријине чари. Хортенза открива Стенбокову неверу и враћа се кући својој мајци. Недуго потом, бароново недолично понашање постаје познато ратном одељењу; ујак Јохан бива ухапшен у Алжиру и извршава самоубиство, барон је присиљен да се нагло повуче, а његов брат, славни ратни херој, спасава га из затвора, а затим убрзо умире од срама због породичне срамоте. Барон напушта своју породицу и скрива се од својих кредитора. Изгледа да ће се Валерија, ускоро удовица, удати за Кревела и тако ући у породицу Илот као Селестинина свекрва. Укратко, породица је девастирана овим поновљеним ударцима, а Бетине махинације су потпуно скривене од њих.

## Ликови и инспирације
Балзак је написао више од седамдесет романа када је започео рад на роману Рођака Бета и у њега је укључио понављајуће ликове. Многи ликови у овом роману, стога, имају обимне животне приче и биографску дубину. На пример, Целестин Кревел се први пут појавио у Балзаковом роману Величина и пропадање Цезара Биротоа, из 1837. године. Након што је у том роману стекао значајно богатство, Кревел у роману Рођака Бета ужива у плодовима свог рада. Још један важан лик који се понавља је маршал Илот, који се први пут помиње као пуковник у роману Шуани. У годинама између те приче и Рођаке Бете, он постаје гроф од Форцхајма. У писму за Le Constitutionnel, Балзак је описао како је маршал Илот стекао ову титулу. Присуство Кревела и маршала Илота, између осталих, у роману Рођака Бета омогућава наставак животних прича сваког лика, додајући нагласак или сложеност ранијим догађајима.
Други понављајући ликови имају само епизодне приказе у роману Рођака Бета, и њихова претходна појављивања, дају дубок значај њиховом присуству. Ово је случај са Вотреном, криминалцем који подучава Ежена де Растињака у Балзаковом роману Чича Горио из 1835. године. Када се поново појави у роману Рођака Бета, придружио се полицији и упознаје породицу Илот са својом тетком, госпођом Нурисон, која нуди морално упитно решење за њихове невоље. Иако је Вотреново присуство у Рођаци Бета кратко, његове раније авантуре у Чича Горију пружају тренутно препознавање и емоционалну текстуру. Поред овог лика, Балзак је укључио читав низ других понављајућих улога из разних сфера француског друштвеног живота. Тако на пример, неколико сцена приказује уметнике попут Жан-Жака Биксијуа, који се први пут појављује у делу Чиновници из 1837. и у многим другим књигама после тога. Свет париског ноћног живота брзо се призива укључивањем неколико ликова из Глумили су и нехотице из 1846. године, док се Бјаншон појављује кад год је потребна лекарска помоћ.
Балзаково коришћење повратних ликова препознато је као јединствени елемент његовог стваралаштва. Омогућио је дубину карактеризације која је надилазила обичну нарацију или дијалог. „Када се ликови поново појаве“, примећује критичар Семјуел Роџерс, „они не излазе ниоткуда; они израњају из приватности сопствених живота коју нам, извесно време, није било дозвољено да видимо“. Неки читаоци су застрашени дубином коју стварају ове међусобно повезане приче и осећају се лишени важног контекста за ликове. Детективски романописац Артур Конан Дојл рекао је да никада није покушао да чита Балзака, јер „није знао одакле да почне“. Карактеризација у роману Рођака Бета сматра се нарочито вештом. Ентони Пју, у својој књизи Balzac's Recurring Characters, наводи да се техника користи „углавном без оног осећаја самопопуштања које нарушава нека од Балзакових каснијих дела. Скоро сваки пример произилази сасвим природно из ситуације.“ Биограф Ноел Герсон описује ликове у роману Рођака Бета „међу најупечатљивијим које је Балзак икада створио.“

### Рођака Бета
За опис Бете (Лизбет Фишер) често се користи компарација са животињама. Њено име је француски хомофон „bête” и означава звер. У једном делу је описана да „личи на мајмуна обученог у женско одело” (фр. elle ressemblait aux singes habillés en femmes), док је у другом пасусу њен глас описан као рикање љубоморног тигра (фр. une jalousie de tigre). Њен зверски бес избија на површину са жестином када сазна за Стенбокову веридбу са Хортензом:
Лице Лоренкино постало је страшно. Њене црне и проницљиве очи биле су укочене као у тигра. Држала се као што ми замишљамо да су се држале старе пророчице: стискала је зубе да јој не би цвокотали, а удови су јој дрхтали у страшном грчењу. Завукла је своју кошчату руку између капе и косе, да обухвати и придржи главу која јој је постала сувише тешка; горела је! Дим пожара који је беснио у њој чисто је избијао кроз њене боре као кроз пукотине које је створила вулканска ерупција.
Када сазна да је њена рођака Аделина дочекала Стенбока у кући Илот, Бета се заклиње на освету: „Аделина!... рече Лизбет у себи, о Аделина, скупо ћеш ми платити за ово, учинићу да постанеш ружнија од мене!...” (фр. Adeline! se dit Lisbeth, ô Adeline, tu me le payeras, je te rendrai plus laide que moi!). Њена окрутност и жудња за осветом наводе критичаре да је прозову „демонским“ ликом и „једном од Балзакових најстрашнијих креација“. Због своје спремности да манипулише људима око себе, Бета је упоређена са Јагом у драми Отело Вилијама Шекспира. Њена жестока личност се делом приписује њеном сељачком пореклу, а делом њеној невиности, која обезбеђује (према Балзаку) „демонску снагу или црну мађију воље” (фр. une force diabolique ou la magie noire de la volonté).
У писму гђи. Ханска, Балзак је указао да је лик Бете засновао на три жене из свог живота: његовој мајци Ани, тетки гђи. Ханској Розалији Рзевуској и песникињи Марселини Десборд-Валмор. Балзак је имао буран однос са својом мајком током већег дела свог живота, а део њене личности (нарочито њену „тврдоглаву упорност у животу“, како то назива један критичар) уградио је у Бету. Розалија Рзевуска није одобравала однос Евелине Ханске са Балзаком, те се биографи слажу да је њена хладна одлучност била део ауторовог рецепта за лик Бете. Елементи преузети од песникиње Марселине Десборд-Валмор су сложенији; ова се суочила са многим неуспесима у животу и она и Балзак су постали пријатељи након што је напустила позориште да би се бавила поезијом.

### Валериja Марнеф
Бетин саучесник у уништавању породице Илот је лепа и похлепна Валерија Марнефе, незадовољна супруга службеника војног министарства. Развијају дубоко пријатељство, које многи критичари сматрају примером лезбејске наклоности. Због њиховог односа и сличних циљева, критичар Фредерик Џејмсон каже да „Валерија служи као нека врста еманације Бете“.
Валерија је одбојна према свом ружном мужу и пет година је издржала а да га није пољубила ни једном. Она отворено објашњава да њена позиција удате жене пружа суптилности и опције које нису доступне обичној проститутки која има једну одређену цену; након што је господин Марнефе умро, Валерија се заузима за позицију између Илота и Монтеса (док је такође спавала са Стенбоком), а затим их све одбацује да би се удала за Кревел, који нуди највише богатства. Она се забавља ругајући се оданости својих љубавника, а ова злоћа, да не спомињемо њену језиву смрт, навела је неке критичаре да спекулишу да је она заправо фокус Балзакове приче о моралу.
У једној важној сцени, Валерија моделује за Стенбока као Далила, која побеђује над уништеним Самсоном. Са очигледним паралелама са сопственим активностима, она описује своју визију дела: „Треба да изразите моћ жене. Самсон не значи ништа, ту. То је лешина снаге. А Далила је страст која све руши.”.
Иако Балзак није навео да је узимао особине од неке конкретне жене у свом животу при стварању лика Валерије, уочене су паралеле у неким областима. Бурни крај његове афере са Луизом Броњо и предност коју она стиче од његове оданости госпођи Ханска на неки начин су слични Валеријином манипулисању Стенбоком. Критичари такође повезују понос и бол који је Балзак осећао током трудноће и побачаја госпође Ханске са истим емоцијама које осећа барон Илот када Валерија зачне и изгуби своје дете. Иако никада није приписао госпођи Ханској ниједну од особина у Валеријином издајничком карактеру, осећао је оданост сличну оној коју је Илот осећао. Једном јој је написао: „Чиним за тебе све лудости које Илот чини за госпођу Марнеф; даћу ти своју крв, своју част, свој живот” (фр. je fais pour mon Eve toute les folies qu'un Hulot fait pour une Marneffe, je te donnerai mon sang, mon honneur, ma vie).

### Хектор и Аделина Илот
Барон Хектор Илот је живо оличење мушке сексуалне жеље, неуздржан и небрижан према својој  породици. Како роман напредује, он постаје опседнут својим либидом, чак и у физичком смислу. Када му Валерија каже да престане да фарба косу, он то чини како би јој угодио. Његови финансијски проблеми и јавна срамота навели су га да побегне из сопственог дома и на крају књиге он је остарео и оронуо човек. Барон Илот је  толико обузет својом жудњом за женским телом да чак пита своју жену, без ироније, да ли може да доведе у породични дом своју петнаестогодишњу љубавницу.
Аделина Илот, с друге стране, је оличење милосрђа. Попут своје рођаке Бете, она потиче из сељачке породице, али је усвојила идеале женствености XIX века, укључујући оданост, грациозност и покорност. На почетку романа, она открива да годинама зна за мужевљева неверства, али одбија да га осуди. Аделинина опраштајућа природа се често сматра значајном маном карактера. Неки сугеришу да је она делимично крива за Хекторову лутајућу наклоност. На пример, К.А. Прендергаст назива њено опраштање „неадекватним и чак позитивно катастрофалним одговором“ на њену ситуацију. Он даље сугерише да је Аделина, бирајући улогу тихе и послушне супруге, избацила из себе еротску моћ која привлачи барона. „Може се барем понудити претпоставка да је Илова опсесивна развратност делимично резултат извесног сиромаштва у Аделини, да је ужасна логика Иловог вишка делимично обликована кључним недостатком његове жене.” Други су мање оптуживали Аделинино готово бескрајно милосрђе, говорећи да је доказ глупости. Критичар Херберт Џ. Хунт изјављује да она показује „више имбецилности него хришћанског стрпљења“, а Дејвид Белос истиче да је, као и њен муж, вођена страшћу, иако другачијом: „Аделинина жеља (за добрим, за породицом, за Хектором, за Богом) је толико радикално различита од мотивационих жеља других ликова да у њиховом контексту изгледа као да је без жеље...“.
Балзакова инспирација за ликове Хектора и Аделине остаје нејасна, али су многи критичари били жељни да спекулишу. Три официра по имену Илот су били призната због своје храбрости у Наполеонским ратовима, и неки сугеришу да је Балзак позајмио име од грофа Хектора д'Ора. Међутим, ниједан од тих људи, није био познат по врсти филандирања или лоповлука коју је исказивао барон Илот у роману. Уместо тога, Балзак је можда користио себе као модел. Његове бројне афере са женама широм друштвеног спектра наводе неке да сугеришу да је аутор „пронашао много Илотовог у себи“. Балзаков пријатељ Виктор Иго је, с друге стране, је био познат по чувеном скандалу када је откривен у кревету са својом љубавницом у јулу 1845. године. Сличност његовог имена са Хектором Илотом (и презименом његове жене, Адел Фуше, са Аделином Фишер) је истакнута као могућа индикација порекла ликова.

### Вјенцеслав Стенбок
Пољски вајар Вјенцеслав Стенбок је важан првенствено због Бетине привржености њему. Он нуди Бети извор поноса, начин да се докаже достојном поштовања своје породице. Када Вјенцеслав ожени Хортензу, Бети се осећа као да је опљачкана. Прендергаст инсистира да се тај инцидент „буквално мора описати као чин крађе”.
Стенбокова важност такође лежи у његовој позадини и професији, илуструјући Балзакову концепцију пољског народа, као и њега самог. Пошто је више од деценије провео у пријатељству са госпођом Ханском и посећујући њену породицу у Пољској, Балзак је веровао да има увид у национални карактер, као што је осећао за већину група које је посматрао. Стога су описи Стенбока често испуњени коментарима о Пољацима: „Будите ми пријатељица, рече с оном дирљивом умиљатошћу која је тако обична код Пољака, и која је узрок што се њима, прилично неправично, приписује ропски дух.”
Критичари такође сматрају Стенбок важним због његовог уметничког генија. Као Луј Ламбер и Лусијен Шардон у Изгубљеним илузијама, он је бриљантан човек, баш као што је Балзак себе сматрао. Пре него што ће га Бета неговати и усмеравати, Стенбок стагнира под сопственом инерцијом и он покушава самоубиство. Касније, када напушта Бетин круг утицај, поново не успева. Тако демонстрира Балзакову уверење да је геније сам по себи бескористан без одлучности. Дејвид Белос организује Стенбокa и Бетu у дуалитет слабости и снаге; док пољски уметник није у стању да усмери своје енергије у продуктиван рад, Бетa црпи снагу из своје невиности и тако постаје моћна поричући пожуду у којој Стенбок постаје плен.  Стенбокова воља је додатно ослабљена похвалама које добија за своју уметност, што му даје надувен осећај постигнућа. Један критичар наводи пропаст уметника као „сујету... покварену прераном славом”.

## Стил писања
Ако је Балзаков циљ био, како је сам тврдио, да напише реалистички роман из свог „старог пера“ уместо да опонаша стил Ежена Сиа, историја и књижевна критика су га прогласиле успешним. Вилијам Стоу назива Рођаку Бета „ремек-делом класичног реализма“ и Белос га назива „једним од великих достигнућа реализма деветнаестог века“, поредећи га са Ратом и миром. Неки делови књиге су критиковани због мелодраматичности, а Балзаков биограф В. С. Причет чак назива репрезентативни извод „лоше писање“. Већина критичара сматра моралистичке елементе романа варљиво сложеним, и неки истичу да је формат романа-фељтона захтевао одређени ниво узбуђења да би читаоци остали заинтересовани. Други указују да је Балзаков интересовање за позориште био важан разлог за укључивање мелодраматичних елемената.
Балзаков заштитни знак реализма почиње на првој страни романа, где је Кревел описан у униформи Националне гарде са траком Легије части. Детаљи из 1830-их такође се појављују у географским локацијама романа. Кућа породице Илот, на пример, налази се у аристократској области Париза познатој као Фобур Сен-Жермен. Бетина резиденција је на супротном крају друштвеног спектра, у сиромашном стамбеном подручју око Лувра: „Мрак, тишина, ледени дах, пећинска дубина земљишта чине од тих кућа праве гробнице за живе људе“. Опис њених оскудних одаја је, као и обично у Балзаковом делу, оштар одраз њене личности. Исто важи и за дом Марнефових на почетку: садржи „варљиви изглед лажног луксуза“, од похабаних столица у салону до прашњаве спаваће собе.
Прецизни детаљи нису изостављени у описима пропадања и болести, два живописна елемента у роману. Марнеф, на пример, представља раскалашност. Његово оронуло тело је симбол слабости друштва тог времена, истрошено годинама уживања. Отров који убија Валерију и Кревела такође је описан у језивим детаљима. Доктор Бјаншон објашњава: „Зуби и коса јој спадају, она личи на губавца, и сама себи улива ужас; њене руке, које је страшно погледати, надувене су и покривене зеленкастим гнојницама; расклиматани нокти остају јој у ранама кад их почеше; прсти на ногама отпадају јој у трулежи која их нагриза“.
Рођака Бета је неумољива у свом мрачном погледу и прави директне везе између порекла ликова и њиховог понашања. Због тога, сматра се кључним претходником натуралистичке литературе. Писац Емил Зола назвао га је важним „експерименталним романом“ и похвалио његово прецизно истраживање мотива ликова. Неки критичари примећују да је Рођака Бета показала еволуцију у Балзаковом стилу, коју је имао мало времена да развије. Указујући на нијансе заплета и свеобухватан наративни стил, Вилијам Стоу сугерише да је роман „у срећнијим околностима могао означити почетак новог, зрелог 'позног Балзака'“.

## Тема

### Страст, порок и врлина
Валеријина реченица о томе да је Далила „страст која све руши” (фр. la passion qui ruine tout) је симболична, долазећи од жене чија страст убрзава доводи до пропасти већине људи око ње, укључујући и њу саму. Барон Илот је, у међувремену, инкарнирана жеља; његов лутајући либидо који заобилази бригу за жену, брата, децу, финансије, па чак и сопствено здравље. Бета живи у освети, а Аделина очајнички жуди за срећним домом каквог је замишљала у првим годинама брака. Сваки лик је вођен ватреном страшћу, која у већини случајева прождире појединца. Као што Балзак каже: „Страст је мучеништво” (фр. La passion est un martyre).
Интензитет страсти и последице њене манифестације резултирају оштрим контрастом између порока и врлине. Бета и Валерија су чиста злоба и чак славе пропаст својих мета. Као што каже један критичар, „животне истине се посматрају у њиховом најокрутнијем облику“. Исмејавајући коришћење гиљотине током Француске револуције, а признајући сопствену злу намеру, Валерија коментаришући Далилу говори: „Врлина сече главу. Порок вам сече само косу” (фр. La vertu coupe la tête, le Vice ne vous coupe que les cheveux). Хектор није намерно окрутан, али његови поступци нису ништа мање погубни за људе око њега.
Са друге стране моралне поделе, Аделина и њена деца су сјајни примери врлине и племенитости, или се бар тако чини. Хортенза се подсмева својој тетки када Бети помене свог штићеника Вјенцеслава Стенбока, што пружа психолошки катализатор за предстојећи сукоб. Викторин у више наврата изражава згражање над очевим филандирањем, али ипак значајно прелази моралну границу када пристане да финансира план госпође Нурисонов за елиминацију Валерије. Како каже један критичар, Викторинова одлука означава тачку у роману у којој се „шема исправног наспрам погрешног одмах распада у чисто неморални сукоб различитих интереса и страсти, регулисан мање трансцендентним моралним законом него релативним капацитетом различитих страна за лукавство и немилосрдност". Окрутности баронове деце су кратке, али значајне, колико због њихове несвесности (намерне у случају Викторина, која тражи да не сазна детаље плана госпође Нурисон), тако и због злонамерних промишљања.
Слично је компликовано и питање Аделининих врлина. Иако опрашта до апсурда, често је сматрају више искоришћеном или насамареном него мученицом. Неки су је упоредили са Балзаковим главним ликом у роману Чича Горио, који се жртвује за своје ћерке. Белос говори: „Аделинино саучесништво са Хектором свакако је чини занимљивијом као књижевним ликом, али подрива њену улогу симбола врлине у роману.“ Ово саучесништво достиже врхунац када неуспешно покушава да прода своје наклоности Кревелу, који је у међувремену изгубио интересовање за њу, како би отплатила мужеве дугове. Њено флертовање са понекад се сматра нечувенијим од Валеријиног отвореног изнуђивања, пошто Аделина прља своје достојанство у служби неверства барона Илота. До краја романа, Аделина неконтролисано дрхти, што је знак њене слабости. Касније, када посећује певачицу Жозефу (коју је њен муж некада волео), Аделина је запањена сјајем стеченим животом у материјалистичком завођењу. Она се наглас пита да ли је способна да пружи телесна задовољства која барон тражи изван њиховог дома.
На крају, и порок и врлина не успевају. Валерија страда од Монтеовог отрова, што је директна последица њеног безбрижног става према његовим осећањима. Бета не успева у својој намери да уништи породицу своје рођаке и умире, како један критичар каже, „на маргинама”. Аделинина католичка милост, с друге стране, не успева да искупи њеног мужа, а њена деца су подједнако немоћна, како Викторин коначно признаје на последњој страници романа. Као и Рафаел де Валентен у Балзаковом роману Шагринска кожа из 1831. године, Илот остаје без ичека и са својом „vouloir”: жељом, силом која је истовремено неопходна за људско постојање и на крају апокалиптична.

### Род и хомоеротизам
Родне улоге, нарочито фигура идеалне жене, централни су у роману Рођака Бета. Четири главне женске личности, Бета, Валерија, Аделина и Хортенза, отелотворују стереотипно женске особине. Свака од ових жена се врти око мушкарца, и такмиче се за његову пажњу: Валерија и Аделина око барона Илота; Бета и Хортенза око Вјенцеслава Стенбока. Балзаково проучавање мушкости је ограничена на незаситу Илотову пожуду и Стајнбокову непостојаност слабе воље, уз повремено појављивање Викторина као чврсту фигуру у одсуству његовог оца.
Критичари су посебну пажњу посветили Бети и њеном одсуству традиционалне женствености и односу са два лика, Вјенцеславом Стенбоком и Валеријом. Већ на самом почетку је наговештен њен опис и мушке особине, „јер је она, као Нинон, имала и мушких особина” (фр. car elle possédait, comme Ninon, des qualités d’homme). Њен однос са Вјенцеславом такође наговештава њену мушкост. Она му наређује да се покори њој, везујући га финансијској помоћи за рад на његовој скулптури. Њена доминација се на моменте ублажује мајчинским саосећањем, али се однос пара пореди са насилним браком: „Био је као жена која опрашта читаву недељу дана рђавог поступања ради миловања једног пролазног помирења”.
Бетин однос са Валеријом је био слојевит, а поједини читаоци и критичари сматрају да поседује назнаке лезбејства. На почетку књиге наводи се да је Бети „очарана г-ђом Марнеф” (фр. captée par madame Marneffe) и да је заволела Валерију, касније јој изјављујући „Ја вас волим, ценим вас, припадам вама” (фр. Je vous aime, je vous estime, je suis à vous). Можда је ова наклоност била платонска, али многи читаоци сумњају да њихова веза превазилази пријатељство. У наставку је њихов однос описан као „Супротност мушке и суве природе Лоренке и лијепе креолске природе Валеријине ишла је у прилог клеветања” (фр. Le contraste de la mâle et sèche nature de la Lorraine avec la jolie nature créole de Valérie servit la calomnie), склон градском клеветању. Хомоеротицизам се развија кроз роман, док се Бета храни Валеријином моћи да заведе и контролише Илота. Један од критичара наводи да „Валеријево тело постаје, барем симболично, место Бетиног јединог еротског задовољства.“

### Новац и друштво
Као и у многим ранијим романима, Балзак је анализирао утицај новца и друштва и у роману Рођака Бета. Радња књиге одвија се између 1838. и 1846. године, за време владавине Луја-Филипа која је била обележена значајним променама у друштвеној структури. Балзак је био легитимиста који је фаворизовао кућу Бурбона и идоловао је Наполеона Бонапарту као узор ефективне апсолутистичке моћи. Балзак је сматрао да француском друштву под Орлеанском кућом недостаје снажно руководство и да је било фрагментисано захтевима парламента. Такође је веровао да католицизам даје смернице за нацију, и да његово одсуство најављује морални пропадање.
Балзак је демонстрирао ова уверења кроз животе ликова у роману Рођака Бета. Сукоб између барона Илота и парфимера Кревела одражава анимозитет између аристократије старог поретка и новоразвијене буржоазије трговаца и индустријских предузетника. Иако је презирао социјалистичку политику Ежена Сјуа, Балзака је бринуо да ће буржоаски очај за финансијском добити удаљити људе од важних животних врлина. Ликови, посебно Бета, Валерија и Кревел, фокусирани су на своју потребу за новцем и чине све што могу како би га обезбедили. У том стилу је Кравел објашњавао Аделини: „Ви се варате, драги анђеле, ако замишљате да влада краљ Луј Филип; он сам не вара се у томе. Он зна, као и ми сви, да изнад Устава постоји свети, поштовани, чврсти, љубазни, лепи, племенити, млади, свемоћни петофранак!”.
Теме корупције и спасења долазе до изражаја док Валерија и Кревел умиру од мистериозног отрова. Када га ћерка охрабрује да се сретне са свештеником, Кревел љутито одбија, подсмевајући се цркви и наводећи да ће његов друштвени статус бити његово спасење: „смрт ће да се промисли прије него што удари на једнога паришког кмета!” (фр. la mort regarde à deux fois avant de frapper un maire de Paris!). У међувремену, Валерија на самртној постељи подстиче Бету да одустане од своје освете. У стилу куртизанке, Валерија своје ново хришћанство описује као облик завођења: „Ја се сад могу допасти само још Богу! Хоћу да се потрудим да се измирим с њим, то ће бити моја посљедња кокетерија!” (фр. je ne puis maintenant plaire qu'à Dieu! je vais tâcher de me réconcilier avec lui, ce sera ma dernière coquetterie!).

## Пријем и наслеђе
Критичка реакција на роман Рођака Бета била је тренутна и позитивна, што Балзак није очекивао. Било због брзине његовог настанка или због буре у личном живота, аутор је био изненађен похвалама које је добио. Написао је: „Нисам схватио колико је Рођака Бета добра... Постоји огромна реакција у моју корист. Победио сам!” Сабрано издање се константно добро продавало и прештампано је деветнаест пута пре почетка XX век. Критичари XX  века остају ентузијастични у својим похвалама за роман; Сејнтбури инсистира да је то „изван сваке сумње једно од највећих [Балзакових] дела“. Биограф Грејем Роб назива Рођаку Бету „ремек-дело његове преране старости”.
Неки критичари из XIX века нападали су књигу, тврдећи да нормализује порок и корумпирани живот. Највише су се истицали ученици утопијског теоретичара Шарла Фуријеа; они су осуђивали „неморалност” која је својствена мрачном завршетку романа. Критичари попут Алфреда Нетмана и Ежена Марона тврдили су да Балзакова симпатише ликове барона Илота и Валерије Марнеф. Осудили су га што није више коментарисао лоше понашање ликова, исти стилски избор који су касније славили натуралистички писци Емил Зола и Иполит Тен.
Балзаков роман је више пута адаптиран за екран. Прва адаптација била је 1928. године, када је француски режисер Макс Деријо режирао филм са Алис Тисо у главној улози. Маргарет Тајзак је играла улогу Бете у петоделној серији Cousin Bette снимљеној 1971. године од стране Би-Би-Си-ја, у којој је такође глумила Хелен Мирен као Валерија Марнеф. Године 1998. изашао је филм Cousin Bette, у режији Деса Маканафа. Џесика Ланг је глумила у насловној улози, уз Боба Хоскинса као Кревела и Елизабет Шу као певачицу Џени Кадин. Сценаристи Лин Зиферт и Сузан Тар значајно су изменили причу, елиминишући Валерију. Филм из 1998. године, критичари су оштро критиковали због лоше глуме и непријатног дијалога. Стивен Холден из Њујорк Тајмса је коментарисао да филм „третира роман као савремену друштвену комедију пуњену егоистима, опортунистима и апсолутним будалама”. Филм из 1998. значајно је променио роман, задржавајући основну идеју о Бетиној освети, и не само да је елиминисао Валерију, већ је Бета преживела на крају.
Рођака Бета је адаптирана за позориште од стране Џефрија Хачера, најпознатијег по сценарију за Stage Beauty (заснован на његовој позоришној представи Compleat Female Stage Beauty). Позоришно предузеће Антеус из Северног Холивуда продуцирала је радионицу 2008. године и представила светску премијеру Cousin Bette почетком 2010. у Северном Холивуду у Калифорнији. Ова адаптација задржава многе од главних ликова, али поставља Бету као приповедача приче.

## Преводи на српски језик
У дигиталној бази Народне библиотеке Србије, могуће је пронаћи деветнаест издања романа Рођака Бета. Најстарије издање је из 1934. а најраније из 2006. године. Сва издања се заснивају на преводима Јелисавете Марковић или Вере Бакотић-Мијушковић. У наставку су дати подаци о првим издатим преводима ових преводилаца.
- Слике из париског живота, Сиромашни рођаци : рођака Бета. Књ. 1. Превод: Марковић, Јелисавета. Београд: Народна просвета. 1934.  77535751
- Слике из париског живота, Сиромашни рођаци : рођака Бета. Књ. 2. Превод: Марковић, Јелисавета. Београд: Народна просвета. 1934.  73996807
- Рођака Бета. Превод: Бакотић-Мијушковић, Вера. Београд : БИГЗ: Народна књига. 1975.  102049036